# Ephesiella ramosae
Ephesiella ramosae är en ringmaskart som beskrevs av Desbruyères 1980. Ephesiella ramosae ingår i släktet Ephesiella och familjen Sphaerodoridae. Arten har ej påträffats i Sverige. Inga underarter finns listade i Catalogue of Life.